# Stefan Stambołowo
Stefan Stambołowo (bułg. Стефан Стамболово) – wieś w Bułgarii, w obwodzie Wielkie Tyrnowo, w gminie Połski Trymbesz. W 2024 roku liczyła 190 mieszkańców.